# Aleksandra Fedoriva
Aleksandra Fedoriva (ryska: Александра Андреевна Федорива), född den 13 september 1988 i Moskva, är en rysk friidrottare som tävlar i kortdistanslöpning och häcklöpning.
Fedoriva deltog vid junior-VM 2006 på 100 meter häck och slutade där på fjärde plats. Vid Olympiska sommarspelen 2008 deltog hon på 200 meter men blev utslagen redan i semifinalen där hon slutade sist i sitt heat. Däremot ingick hon i det ryska stafettlaget på 4 x 100 meter som vann guld.
Vid inomhus-VM 2010 deltog hon på 60 meter häck men tog sig inte vidare till finalen. Nästa större mästerskap var EM 2010 där hon tävlade på 200 meter och blev bronsmedaljör.
Aleksandra Fedoriva är dotter till Andrij Fedoriv och Ljudmila Fedoriva.